# Mudershausen
Mudershausen est une municipalité de Rhénanie-Palatinat (Allemagne).